# マーチ・812
マーチ・812（March 812）は、イギリスのマーチ・エンジニアリングが1981年のフォーミュラ2（F2）選手権用に設計・開発・製造されたフォーミュラカーである。
ヨーロッパF2選手権、全日本F2選手権で使用され、その年に中嶋悟がチャンピオンを獲得し、1982年にも2連覇を達成した。